# Тускляк бронзовый
Тускляк бронзовый (лат. Amara aenea) — вид тускляков из семейства жужелиц и подсемейства харпалин (Harpalinae).

## Описание
Жук длиной от 6 до 9 мм. Тело имеет блестящий бронзовый или тёмный окрас, овальной формы.

## Распространение
Распространён от Европы до Макаронезии и Средиземноморья, а также на восток до западной Сибири. Интродуцирован в Северную Америку.

## Экология и местообитания
Растенеядный вид, питающийся семенами травы, такой как бериза (Briza), мятлик обыкновенный (Poa trivialis) и мятлик луговой (Poa pratensis). Встречается на сухой песчаной земле с редкой растительностью или на глинистой почве садов, пашнях, чаще встречается на гравийных берегах рек и т. д.

## Галерея

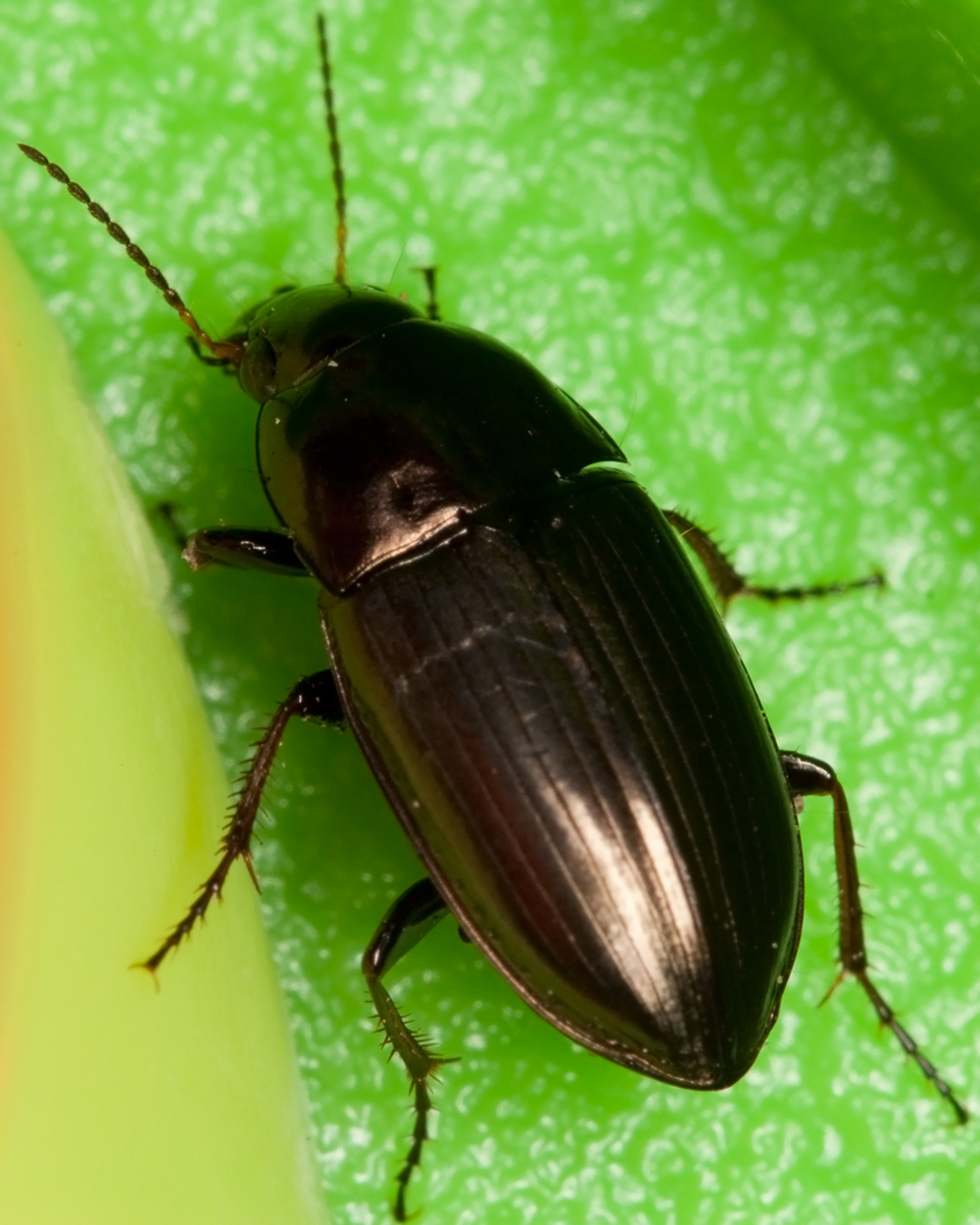
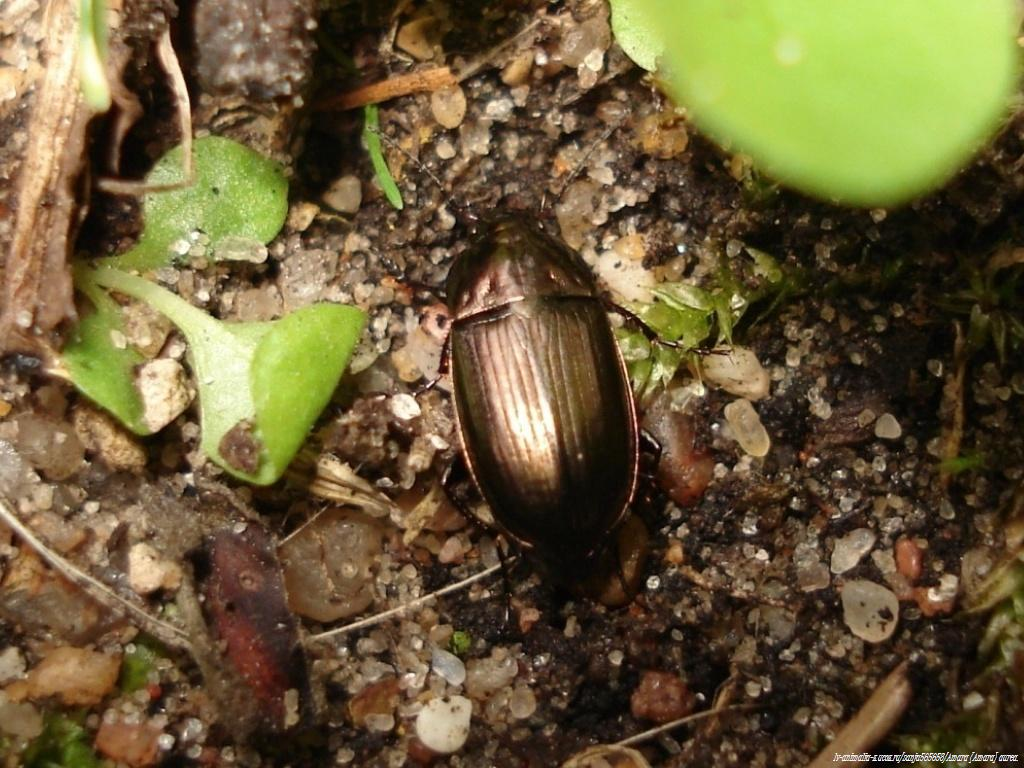